# هاري هوارد (موسيقي)
هاري هوارد (بالإنجليزية: Harry Howard)‏ هو موسيقي وعازف قيثارة أسترالي، ولد في 10 أكتوبر 1961.

## وصلات خارجية
- هاري هوارد على موقع IMDb (الإنجليزية)
- هاري هوارد على موقع ميوزك برينز (الإنجليزية)
- هاري هوارد على موقع ديسكوغز (الإنجليزية)
- هاري هوارد على موقع كينوبويسك (الروسية)